# جون لامبي
جون لامبي (بالإنجليزية: John Lambie)‏ (19 مارس 1941 في المملكة المتحدة - 10 أبريل 2018
) هو مدرب كرة قدم ولاعب كرة قدم بريطاني في مركز الدفاع. لعب مع سانت جونستون ونادي فالكيرك.

## وصلات خارجية
- جون لامبي على موقع قاعدة بيانات كرة القدم.إي يو (الإنجليزية)
- جون لامبي على موقع Soccerbase.com (مدرب) (الإنجليزية)